# أنديرس غولدينج
أنديرس غولدينج (بالدنماركية: Anders Golding) هو لاعب رماية دنماركي، ولد في 12 مايو 1984 في آلبورغ في الدنمارك.

## وصلات خارجية
- أنديرس غولدينج على موقع الاتحاد الدولي (الإنجليزية)
- أنديرس غولدينج على موقع اللجنة الأولمبية الدولية (الإنجليزية)
- أنديرس غولدينج على موقع أوليمبيديا (الإنجليزية)